# Metschnikowia aberdeeniae
Metschnikowia aberdeeniae är en svampart som beskrevs av Lachance & Starmer 2006. Metschnikowia aberdeeniae ingår i släktet Metschnikowia och familjen Metschnikowiaceae.   Inga underarter finns listade i Catalogue of Life.